# Проба Селіванова
Про́ба Селіва́нова — якісна реакція, що використовується для визначення у речовині вуглеводів-кетоз (зокрема, фруктози). Реакція була відкрита у 1887 році російським хіміком Федором Селівановим.
Визначення полягає у реакції кетоз із резорцином і хлоридною кислотою, внаслідок чого утворюється складний продукт конденсації, що забарвлює розчин у вишнево-червоний колір. Цей метод дає змогу виявляти сполуки не лише у вільному стані, а й у зв'язаному — у складі сахарози чи інуліну (оскільки у кислому середовищі вони гідролізуються до кетоз).
Альдогексози також беруть участь у цій реакції, однак вони реагують значно повільніше і кінцевий розчин має блідо-рожевий колір.

## Визначення
До розчину досліджуваної речовини додають рівну кількість суміші, що готується з 20 мл дистильованої води, 50 мл концентрованої хлоридної кислоти та 0,05 г резорцину. Після незначного нагрівання протягом кількох хвилин з'являється вишнево-червоне забарвлення, яке свідчить про наявність у речовині кетоз.
За нагрівання у кислому середовищі кетоза (наприклад, фруктоза) дегідратується із утворенням гідроксиметилфурфуролу, який вступає в реакцію конденсації з резорцином: